# Аррос-де-Не
Арро́с-де-Не (фр. Arros-de-Nay) — коммуна во Франции, находится в регионе Аквитания. Департамент — Атлантические Пиренеи. Входит в состав кантона Узом, Гав и Рив-дю-Не. Округ коммуны — По.
Код INSEE коммуны — 64054.

## География
Коммуна расположена приблизительно в 660 км к югу от Парижа, в 185 км южнее Бордо, в 14 км к юго-востоку от По.
На северо-востоке коммуны протекает река Гав-де-По.

### Климат
Климат тёплый океанический. Зима мягкая, средняя температура января — от +5°С до +13°С, температуры ниже −10 °C бывают редко. Снег выпадает около 15 дней в году с ноября по апрель. Максимальная температура летом порядка 20-30 °C, выше 35 °C бывает очень редко. Количество осадков высокое, порядка 1100 мм в год. Характерна безветренная погода, сильные ветры очень редки.

## Население
Население коммуны на 2010 год составляло 791 человек.
| 1962 | 1968 | 1975 | 1982 | 1990 | 1999 | 2010 |
| ---- | ---- | ---- | ---- | ---- | ---- | ---- |
| 605  | 582  | 681  | 816  | 817  | 728  | 791  |

## Администрация
| Период | Период | Фамилия       | Партия | Примечания |
| ------ | ------ | ------------- | ------ | ---------- |
| 1961   | 1977   | Леон Фьоль    |        |            |
| 1977   | 1983   | Жан Бюиссон   |        |            |
| 1983   | 1995   | Жан Беррет    |        |            |
| 1995   | 2001   | Андре Броке   |        |            |
| 2001   | 2014   | Жорж Борденав |        |            |
| 2014   | 2020   | Жерар д’Аррос |        |            |

## Экономика
В 2010 году среди 515 человек трудоспособного возраста (15-64 лет) 359 были экономически активными, 156 — неактивными (показатель активности — 69,7 %, в 1999 году было 66,9 %). Из 359 активных жителей работали 337 человек (193 мужчины и 144 женщины), безработных было 22 (7 мужчин и 15 женщин). Среди 156 неактивных 53 человека были учениками или студентами, 69 — пенсионерами, 34 были неактивными по другим причинам.

## Достопримечательности
- Церковь Св. Иакова (1835 год)[4]
- Замок д’Аррос (XVII век). Исторический памятник с 2012 года[5]

## Фотогалерея
- Мэрия
- Церковь Св. Иакова
- Замок д’Аррос
 (литография 1926 года)
- Военный мемориал